# Aper (Cognomen)
Aper (lateinisch: „Eber“) ist ein römisches Cognomen, das in der Kaiserzeit in Verwendung war.

## Bekannte Namensträger
- Cominius Bonus Agricola Laelius Aper, römischer Offizier, 2. Jahrhundert
- Gaius Caesius Aper, römischer Offizier, 1. Jahrhundert
- Gaius Septimius Severus Aper, römischer Politiker und Senator Anfang des 3. Jahrhunderts
- Lucius Versenus Aper, römischer Offizier, 2. Jahrhundert
- Marcus Aper (* 1. Jahrhundert; † ??), römischer Redner und Prätor
- Marcus Flavius Aper (Konsul 103), römischer Suffektkonsul 103
- Marcus Flavius Aper (Konsul 130), römischer Konsul 130
- Marcus Flavius Aper (Konsul 176), römischer Konsul 176
- Marcus Porcius Aper, römischer Offizier und Beamter, 2. oder 3. Jahrhundert
- Publius Salvius Aper, römischer Prätorianerpräfekt um die Zeitenwende
- Publius Septimius Aper, römischer Suffektkonsul 153
- Titus Flavius Aper Commodianus, römischer Konsul, Statthalter von Niedergermanien 222/3